# Fosterella spectabilis
Fosterella spectabilis är en gräsväxtart som beskrevs av Hans Edmund Luther. Fosterella spectabilis ingår i släktet Fosterella och familjen Bromeliaceae.
Artens utbredningsområde är Bolivia. Inga underarter finns listade i Catalogue of Life.

## Bildgalleri

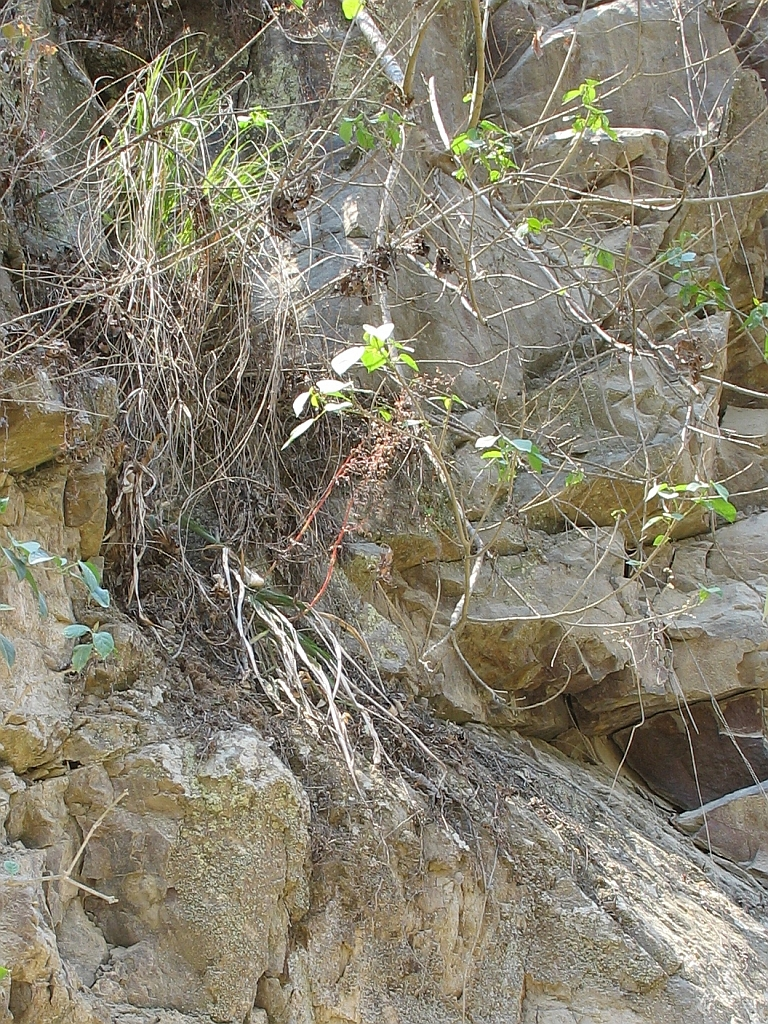
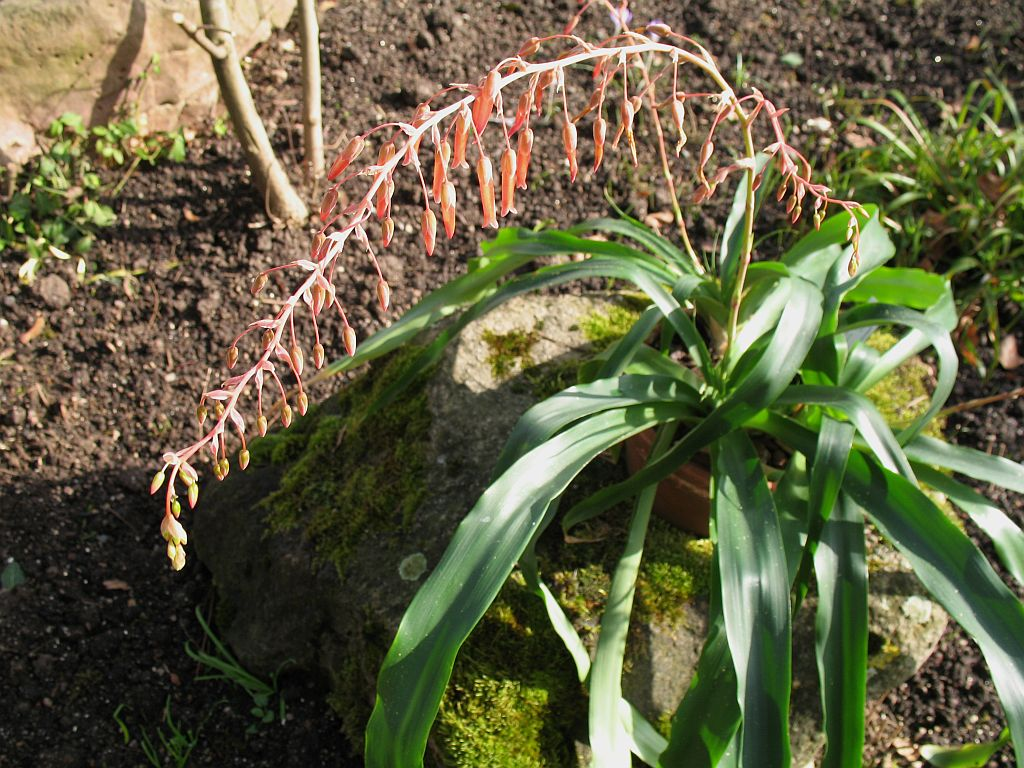
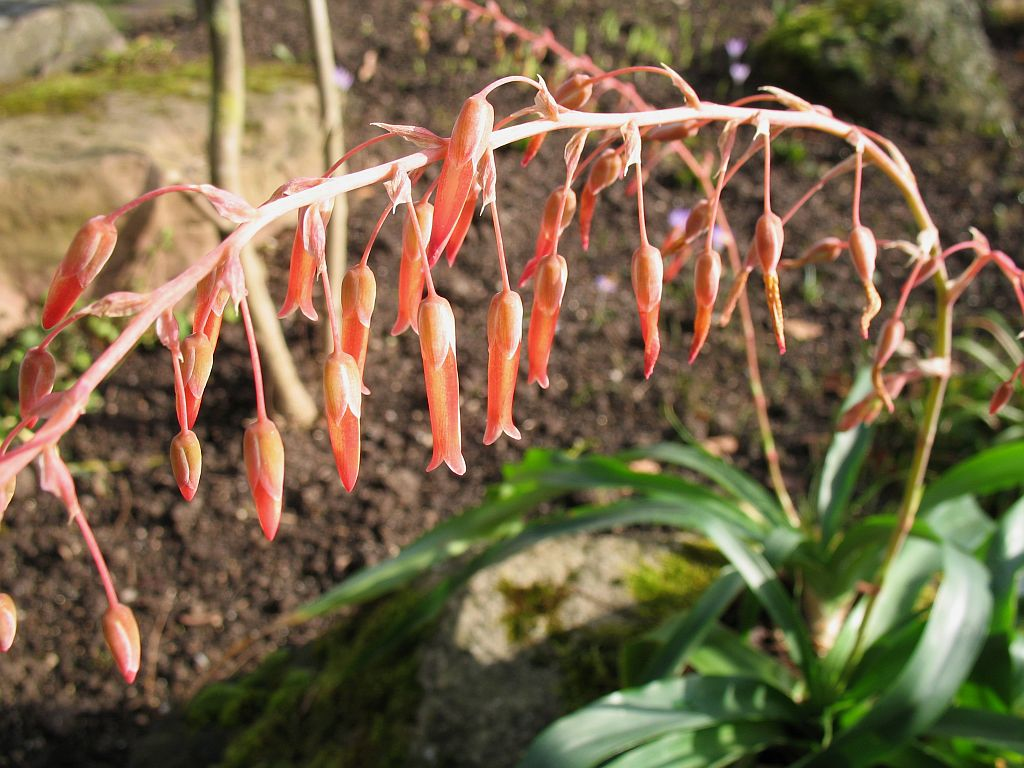
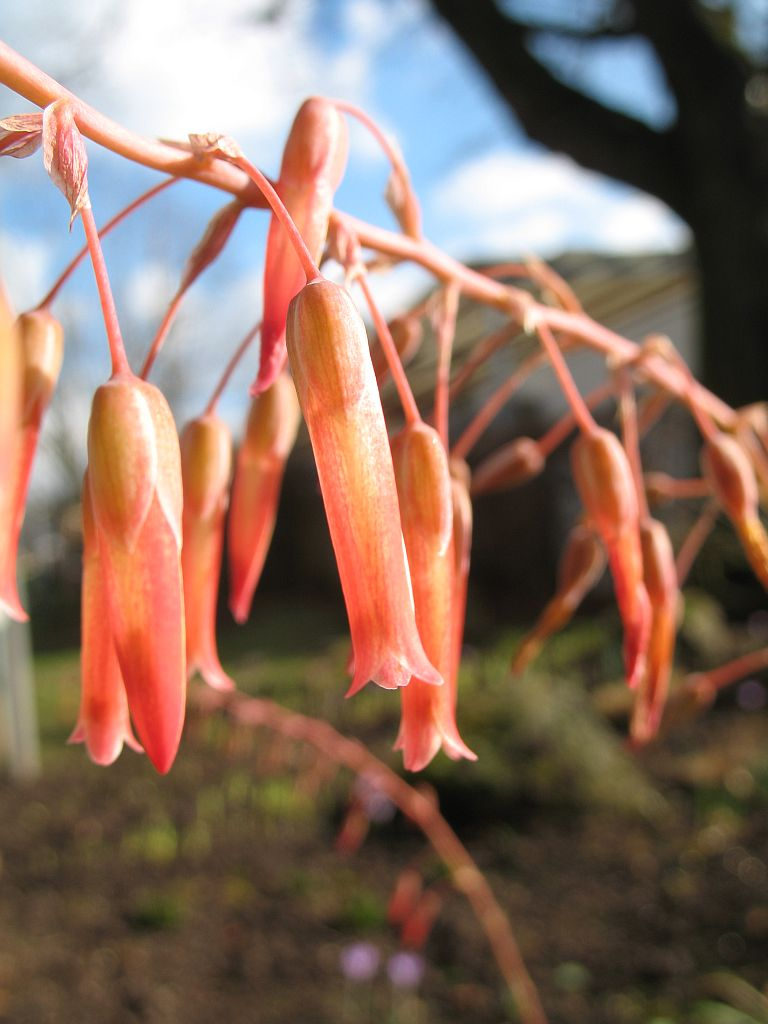